# Johann Adam Bergk
Johann Adam Bergk (* 27. Juni 1769 in Hainichen bei Zeitz; † 27. Oktober 1834 in Leipzig) war ein deutscher Privatgelehrter, Übersetzer und Philosoph.
Über akademische Qualifikationen ist nichts Sicheres bekannt. Der zeitgenössische Nekrolog erkennt ihm den Titel eines „D[octors der] Philos[ophie] und der Rechte“ zu, nennt jedoch bei der Auflistung seiner Werke keine Dissertation. Bergk führt in seinen Publikationen eher selten einen Titel.
Er war verheiratet mit Emilie Wilhelmine Auguste Agricola. Beider Sohn ist der namhafte deutsche Altphilologe Theodor Bergk (1812–1881).

## Leben
Er veröffentlichte zeit seines Lebens populär-philosophische Schriften unter seinem Namen, anonym oder unter vielfältigen Pseudonymen, von denen in der Bibliographie fast 30 (mit zusätzlichen Nebenformen) bekannt sind. Diese Werke beziehen sich auf die Philosophie Immanuel Kants, auf Psychologie, Rechts- und Religionsphilosophie.  Einige Autoren rechnen ihn zu den Deutschen Jakobinern, wobei dies seiner Argumentation für Reformen, die Revolutionen zu verhindern helfe, widerspricht.
Wie viele seiner Zeitgenossen (u. a. Gustav von Schlabrendorf, Thomas Holcroft) trat er für die Ideen der französischen Revolution ein, war aber andererseits ein scharfer Gegner Napoleons, seiner Eroberungszüge und der von ihm neu geschaffenen europäischen Ordnung. Er hatte die Vision eines Deutschlands ohne Österreich und Preußen innerhalb der „natürlichen Grenzen“ von Donau, Rhein, Weser und Elbe.  
Der von ihm mitverfasste zweite Band der Schrift von Gustav von Schlabrendorf Napoleon wie er leibt und lebt und das französische Volk unter ihm fasst in einer Vorrede,  die ein vernichtendes Urteil über Napoleon darstellt, Bergks Position zusammen – kurz nach der Völkerschlacht bei Leipzig noch anonym.
Denn Bergk kam insbesondere zur Zeit der Französischen Revolution und der napoleonischen Oberherrschaft in Sachsen immer wieder in Konflikt mit der Zensur. So wurde unter anderem die von ihm herausgegebene Zeitschrift "Der europäische Aufseher" wegen franzosenkritischem Inhalt verboten.
Bergk war zeitlebens auf seine Einnahmen als Schriftsteller angewiesen. Über die bereits genannten Themen hinaus zählt man mehrere Veröffentlichungen, die unter dem Anstrich einfacher Ratgeber („Die Kunst, ... zu...“) tiefsinnige philosophische Betrachtungen über den jeweiligen Gegenstand enthalten. Nur die bekannteste Schrift aus dieser Serie, „Die Kunst Bücher zu lesen“, erreichte zu seinen Lebzeiten eine zweite Auflage. Dass Bergk, wie sein Freund Gustav von Schlabrendorf, sich auch für die Frauenrechte einsetzte, ist weitgehend unbekannt. Seine Schrift „Über die Vertheidigung der Rechte der Weiber“ (Leipzig 1829) ist allerdings verloren.
Vermutlich lukrativer waren die mehr als zwanzig Reiseberichte von Forschungsreisenden und landeskundlichen Schilderungen außereuropäischer Länder, die er aus dem Englischen oder Französischen übersetzte.
Es gelang ihm nie, eine Professur zu erhalten, was vermutlich auch an seinen konstitutionalistischen politischen Vorstellungen lag. Er zählte zu der sich in Leipzig zu der Zeit herausbildenden "reform-liberalen Elite", die nicht mehr durch Ämter in den ständischen Staat eingebunden waren.
Bergk war Besitzer einer riesigen „über alle Fächer der Wissenschaften sich verbreitenden Büchersammlung“, die 14165 Titel umfasste. Sie wurde zwei Jahre nach seinem Tod in Leipzig „gegen baare Zahlung in preuß[ischen] Cour[ant] gerichtlich versteigert.“

## Werke (Auswahl)
- Die Kunst, Reich zu werden. Nebst Franklin´s armem, altem Richard oder Anweisung über denselben Gegenstand. Expedition des europäischen Aufsehers, Leipzig. 1824 (Erstausgabe)
- Untersuchungen aus dem Natur-, Staats- und Völkerrechte mit einer Kritik der neuesten Konstitution der französischen Republik. Neudruck: Scriptor, Kronberg i. Ts. 1975, ISBN 3-589-15038-6.
- Entwurf zu einer Verfassung für das teutsche Reich und andere Schriften über die Anfänge des Konstitutionalismus. Hrsg. und mit einem Anhang versehen von Anita Jeske. Haufe, Freiburg 2001, ISBN 3-448-04830-5.
- Die Kunst, Bücher zu lesen. Nebst Bemerkungen über Schriften u. Schriftsteller. Jena 1799 (Digitalisat der Bayrischen Staatsbibliothek), 2. Auflage 1828. Nachdruck Verlag Dokumentation Saur, Pullach 1971, ISBN 3-7940-3012-5 und Zentral-Antiquariat d. Dt. Demokrat. Republik, Leipzig 1967, DNB 456075771.

## Übersetzungen (Auswahl)
- C[harles] F[rançois] Tombe: Reise in Ostindien in den Jahren 1802 bis 1806. Mit Anmerkungen und Erläuterungen von C[harles Nicolas] S[igisbert] Sonnini [de Manoncourt] und mit einigen Zusätzen aus dem Französischen übers. von J[ohann] A[dam] Bergk. Leipzig 1811 (Digitalisat in der Google-Buchsuche); Übersetzung von: C[harles] F[rançois] Tombe: Voyage aux Indes Orientales pendant les années 1802, 1803, 1804, 1805 et 1806. Revu et augmenté de plusieurs notes et éclaircissemens par C. N. S. Sonnini. T. 1. Paris 1810 (Digitalisat in der Google-Buchsuche).

- [Pierre Alexandre Édouard Fleury de Chaboulon:] Denkwürdigkeiten über Napoleons Privatleben, Rückkehr und Regierung im Jahre 1815. Von seinem Privat- und Cabinetssecretär [Pierre Alexandre Édouard] Fleury von Chaboulon. Aus dem Französischen [von Johann Adam Bergk] übersetzt. Leipzig, in der Baumgärtnerschen Buchhandlung. 1820. [XII, 308 Seiten.]; Übersetzung von: Pierre Alexandre Edouard Fleury de Chaboulon: Mémoires pour servir à l’Histoire de la Vie privée, du Retour et du Règne de Napoléon en 1815. 2 Bände. London (England) 1819–1820.

- Des Marchese Beccaria's Abhandlung über Verbrechen und Strafen / Von neuem aus dem Italiänischen übersetzt. Mit Anmerkungen von Diderot, mit Noten und Abhandlungen vom Uebersetzer, mit den Meinungen der berühmtesten Schriftsteller über die Todesstrafe nebst einer Kritik derselben, und mit einem Anhange über die Nothwendigkeit des Geschwornengerichts und über die Beschaffenheit und die Vortheile desselben in England, Nordamerika und Frankreich / von J[ohann] A[dam] Bergk. (Band 2: Etwas geänderter Nebentitel, ohne Nennung des Übersetzers.) (Cesare Beccaria: Dei delitti e delle pene [dt.]). Band 1, 2. Beygang, Leipzig 1798. Digitalisat von Band 1, Digitalisat von Band 2.